# CompTIA
La Computing Technology Industry Association, comunemente nota come CompTIA, è un'associazione di categoria statunitense senza scopo di lucro che rilascia certificazioni professionali, indipendenti dai fornitori, per l'industria dell'informatica (IT). È considerata una delle principali associazioni del settore IT.

## Storia
CompTIA fu fondata nel 1982 con il nome di Association of Better Computer Dealers (ABCD). Successivamente, l'associazione ha cambiato nome in Computing Technology Industry Association per riflettere un ambito più ampio. Nel 2010, CompTIA ha trasferito la sua sede principale a Downers Grove, in Illinois.
Nel 2014, CompTIA ha adottato un modello di iscrizione ibrido ad accesso aperto (open-access), che ha permesso di ampliare notevolmente la sua base di membri, passando da circa 2.050 a oltre 50.000 in un anno. L'organizzazione pubblica studi e ricerche per monitorare le tendenze del settore IT e rilascia certificazioni in oltre 120 paesi. Gli esami sono gestiti attraverso i centri di test Pearson VUE.
CompTIA ha anche creato un'organizzazione no-profit, la Creating IT Futures Foundation, per promuovere le carriere nel settore IT.

## Certificazioni
Le certificazioni CompTIA sono riconosciute a livello globale e sono progettate per attestare le competenze in vari ambiti dell'informatica. Molte delle certificazioni sono accreditate dall'American National Standards Institute (ANSI) e conformi agli standard ISO 17024.

### Scadenza e Rinnovo
Le certificazioni rilasciate da CompTIA a partire dal 1º gennaio 2011 hanno una validità di tre anni. Per mantenerle attive, i professionisti certificati devono partecipare al programma di formazione continua (Continuing Education, CE), accumulando un certo numero di crediti (CEU), o sostenere nuovamente l'esame più recente. Le certificazioni ottenute prima del 2011 sono considerate "valide a vita" (Good-for-Life) e non richiedono rinnovo.

### Percorsi di Certificazione
CompTIA organizza le sue certificazioni in percorsi di carriera, dai livelli base a quelli avanzati.

#### Certificazioni Fondamentali
- IT Fundamentals+ (ITF+): Copre le conoscenze basilari dell'IT, la terminologia e i concetti fondamentali del settore. È considerato il primo passo per chi si avvicina al mondo IT.
- Cloud Essentials+: Una certificazione che introduce ai concetti di base del cloud computing.

#### Certificazioni Professionali (Core Skills)
- A+: Certificazione di base per i tecnici informatici, che attesta le competenze su vari sistemi operativi e tecnologie hardware.
- Network+: Valuta le competenze di un tecnico di rete, coprendo la configurazione, la gestione e la risoluzione dei problemi delle reti.
- Security+: Una certificazione di sicurezza informatica fondamentale, che si basa sulle conoscenze di rete coperte dalla Network+.

#### Certificazioni di Infrastruttura
- Cloud+: Valida le competenze necessarie per implementare e mantenere l'infrastruttura cloud.
- Linux+: Copre i sistemi operativi Linux, dall'installazione e l'uso alle basi delle licenze software libero e open source.
- Server+: Si concentra su hardware e sistemi operativi specifici per server, ambienti IT, disaster recovery e continuità operativa.

#### Certificazioni diCybersecurity
- CySA+ (Cybersecurity Analyst): Si focalizza sugli strumenti di rilevamento delle minacce informatiche e sull'analisi per identificare vulnerabilità e rischi.
- PenTest+: Certificazione di livello intermedio incentrata sul penetration test, che copre l'analisi dei rischi, il rilevamento delle minacce e le metodologie di hacking etico.[8]
- CASP+ (CompTIA Advanced Security Practitioner): È la certificazione di livello più alto nel percorso di cybersecurity, rivolta a professionisti esperti per la progettazione e l'ingegneria di soluzioni sicure in ambienti aziendali complessi. È approvata dal Dipartimento della Difesa degli Stati Uniti per diversi ruoli di sicurezza informatica.[9]

### Certificazioni Specialistiche
- Project+: Una certificazione di project management acquisita da Gartner nel 2001.

## Controversie

### Opposizione al Diritto alla Riparazione
Inizialmente, CompTIA ha svolto attività di lobbying contro il movimento per il diritto alla riparazione dei dispositivi elettronici. L'associazione sosteneva che la condivisione di strumenti diagnostici sensibili e dati proprietari sull'hardware avrebbe potuto esporre i clienti a rischi per la sicurezza e compromettere la proprietà intellettuale degli sviluppatori.
Tuttavia, il 3 febbraio 2020, CompTIA ha annunciato di aver interrotto permanentemente ogni attività di lobbying legata a questa legislazione.